# Ик (Аљаска)
Ик (енгл. Eek) град је у америчкој савезној држави Аљаска.

## Демографија
По попису из 2010. године број становника је 296, што је 16 (5,7%) становника више него 2000. године.
| Група             | 2000.    | 2010.    |
| Белци             | 8 (2,9%) | 7 (2,4%) |
| Афроамериканци    | 0 (0,0%) | 0 (0,0%) |
| Азијати           | 0 (0,0%) | 0 (0,0%) |
| Хиспаноамериканци | 1 (0,4%) | 3 (1,0%) |
| Укупно            | 280      | 296      |